# 小龙潭镇
小龙潭镇，是中华人民共和国云南省红河哈尼族彝族自治州开远市下辖的一个乡镇级行政单位。

## 行政区划
小龙潭镇下辖以下地区：
小龙潭社区、新龙社区、小寨街村、小龙潭村、老马寨村、毛家寨村、绿差冲村和则旧村。